# Bildungszentrum St. Virgil Salzburg

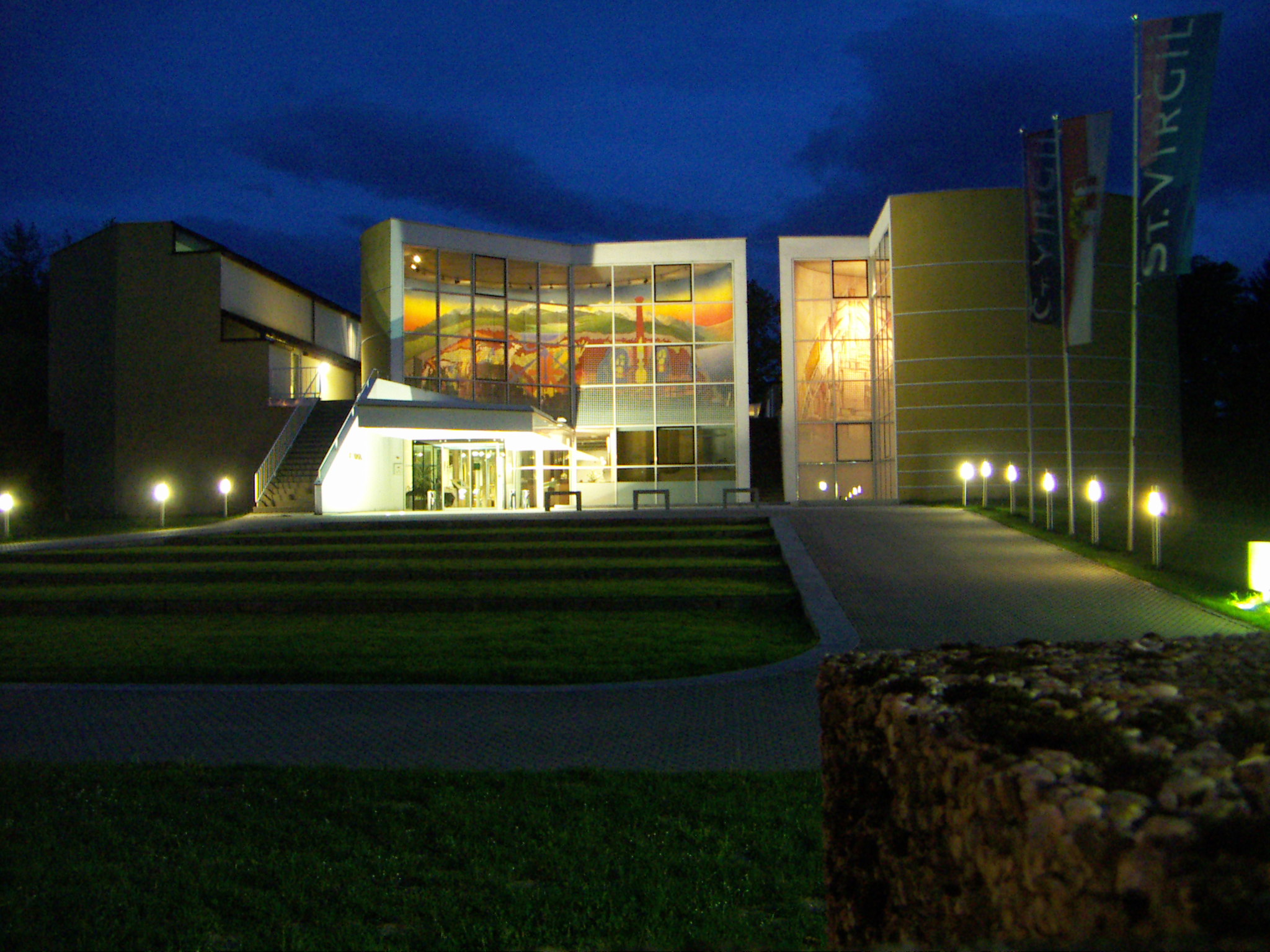
Eingangsbereich

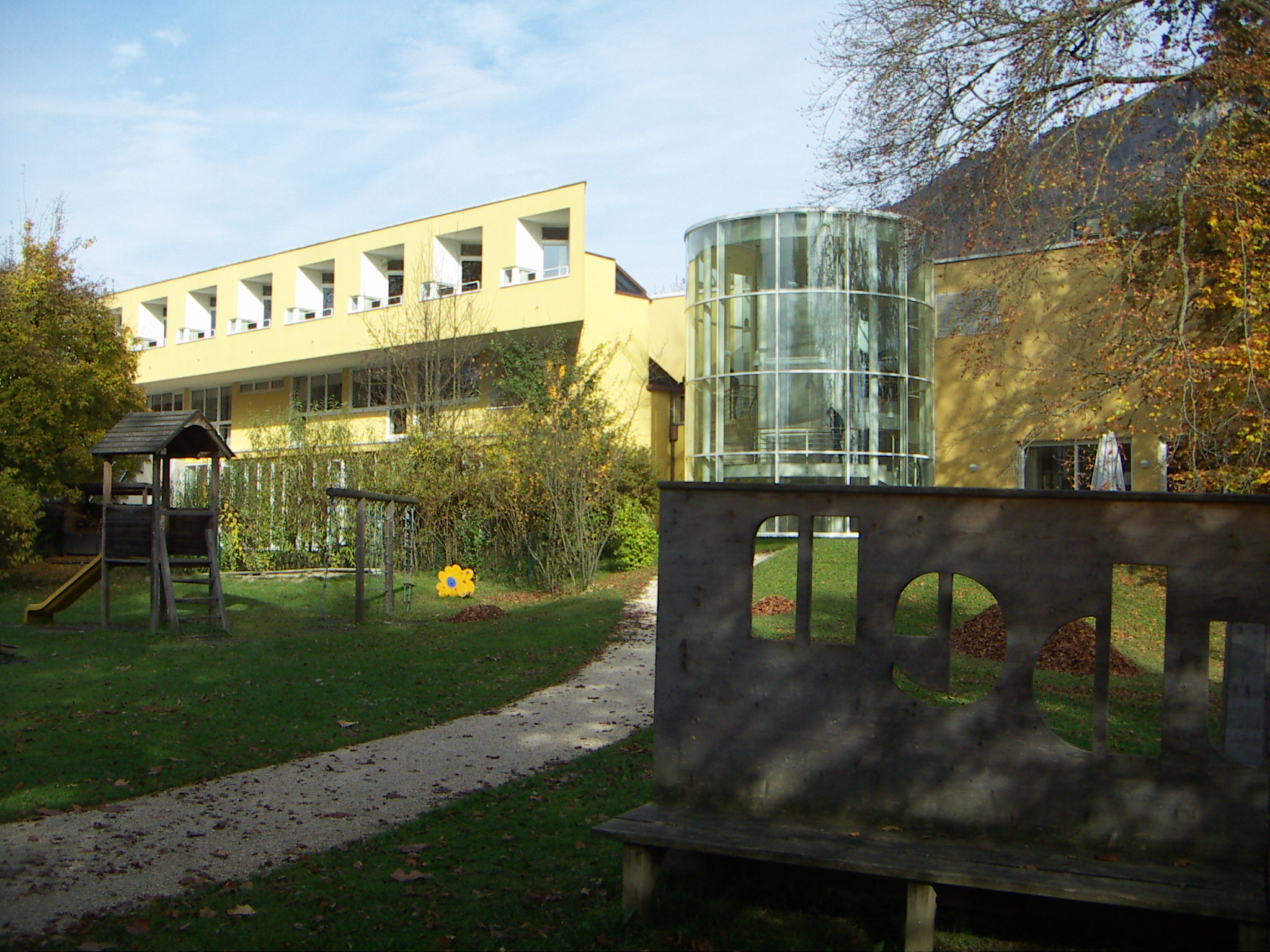
Gartenbereich

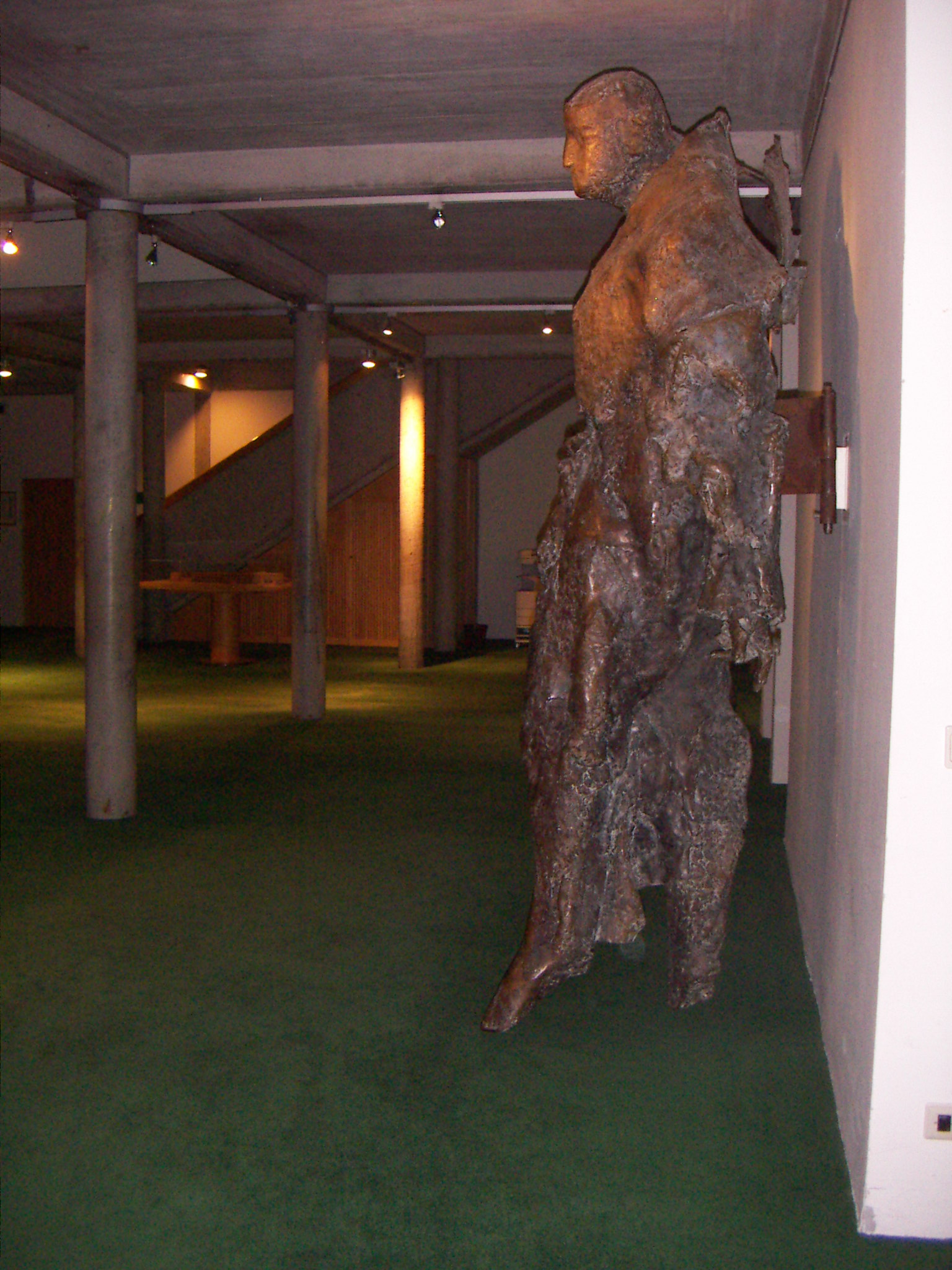
Bronzeplastik St. Virgil von Josef Zenzmaier

St. Virgil Salzburg ist das Bildungszentrum, Konferenzzentrum und Hotel der Erzdiözese Salzburg im Salzburger Stadtteil Aigen. Es ist nach dem Heiligen Virgil benannt.

## Architektur des Gebäudes
Der Bau von Wilhelm Holzbauer, 1976 eröffnet, zählt zu den herausragenden Beispielen beim Bau von Volksbildungsstätten der jüngeren Architekturgeschichte.

## Kunst am Bau
Er wurde auch mit Arbeiten zeitgenössischer Künstler gestaltet:
- Im Foyer befindet sich eine Plastik des Hl. Virgil von Josef Zenzmaier.
- Die Emmaus-Kapelle hat ein gesamtflächiges Wandbild Emmaus von Josef Mikl.
- Das Pendant zur Kapelle bei der Eingangsfassade ist das Lernatelier, das mit einem 180 Quadratmeter großen Wandbild Das Wirken des Geistes von Peter Pongratz gestaltet ist.
- Wolfgang Hollegha schuf 1979 ein Bild von einem betenden Menschen für die Pfarrkirche Unternberg, welches wegen mangelnder Akzeptanz durch die Pfarrgemeinde als Leihgabe in St. Virgil ist.
- Der Meditationsraum wurde von Inge Dick gestaltet.
- Im Vorraum der Hauskapelle befindet sich der Kreuzweg von Pier Ragnhild Eckhoff.
- Im Seminarraum 2 befindet sich eine farbenprächtige Collage von Karl-Hartwig Kaltner.
- Ruth Leibnitz schuf die Bronze-Stele Kain und Abel 72.
- Die Applikationen im Speisesaal zu den Themen Lilien auf dem Felde und Vögel des Himmels sind von Gerti Fröhlich.
- Beherbergungszimmer sind im Hauptgebäude St. Virgil und im Gästehaus St. Rupert untergebracht.

## Skulpturenpark
Die Skulpturen im Park stammen von Yrsa von Leistner, Janez Lenassi, Milos Chlupac, Christoph Loos, Makoto Fujiwara, Maria Heinrich, Renate Streck, Rocca Mariangela, Beatrice Vogler, Jachen Ulrich Könz, Karl Ziegele, Eva Schmid, Miloslav Chlupáč, Gabriele Berger, Werner Sauer, Anna Mercedes Montana, Claudia Amman, Katharina Bürgi, Hartwig R. Mülleitner, Ben Siebenrock, Renate Georgi.

## Kunstraum St. Virgil
Im Kunstraum finden Ausstellungen statt. Zum Kurator wurde Hubert Nitsch bestellt. Der Kardinal-König-Kunstpreis wird im Kunstraum St. Virgil ausgestellt.
- 2010: Franz Josef Altenburg. Der Bildhauer als Zeichner.

## Rektoren
- 1976–1983 Rupert Reindl
- 1983–2016 Hans Walter Vavrovsky
- 2016–2020 Michael Max
- seit 2020 Franz Gmainer-Pranzl[1]

## Direktoren
- bis 2018 Peter Braun
- seit 2018 Jakob Reichenberger[2]